# Раззамазов, Олег Николаевич
Олег Николаевич Раззамазов (15 апреля 1966) — советский и российский футболист, нападающий и полузащитник.

## Биография
Во взрослых соревнованиях дебютировал в 1984 году в составе рубцовского «Торпедо» во второй лиге. В первые годы карьеры играл нерегулярно, игроком основного состава клуба стал только с 1989 года.
В 1991 году вместе с товарищем по рубцовскому клубу Евгением Кашиным перешёл в «Томь», где провёл следующие семь сезонов. Становился лучшим бомбардиром клуба в 1992 году (8 голов) и 1993 году (14 голов). В 1997 году стал победителем зонального турнира второго дивизиона, но провёл в том сезоне только 9 матчей. Всего в составе томского клуба сыграл 178 матчей и забил 52 гола, из них в первенствах СССР и России — 168 матч и 51 гол. Имеет 100-процентный результат в реализации пенальти за «Томь» — забил 11 ударов из 11 попыток.
После ухода из «Томи» два сезона выступал за новокузнецкий «Металлург». В начале 2000 года провёл 5 матчей в высшей лиге Казахстана за «Жетысу», дебютный матч сыграл 16 апреля 2000 года против «Жениса».
После окончания профессиональной карьеры выступал в любительских и ветеранских соревнованиях в Томске, являлся играющим тренером ряда коллективов в чемпионате города («Вагонник», «Томское пиво», «ТГУ-Бриз», «Фортуна» и другие).